# Estero Reñaca
El estero Reñaca es un curso de agua y humedal urbano que cruza el balneario homónimo de la comuna de Viña del Mar, en la Región de Valparaíso, Chile. Su cuenca costera es la primera al sur del río Aconcagua. El estero Reñaca cruza también los sectores de Reñaca Alto y Expresos Viña.

## Trayecto
Nace en la Cordillera de la Costa, en la unión de una serie de quebradas que se originan en los cerros El Cóndor, Los Culenes y El Buitre, ubicados en el límite de la comuna de Viña del Mar y Quilpué y desemboca en el Océano Pacífico, al sur del balneario de Reñaca.

## Caudal y régimen
El estero lleva agua durante todo el año, aunque su caudal presenta grandes variaciones estacionales, haciéndose importante solo en condiciones de escorrentía por lluvia. No tiene estaciones fluviométricas.: 14 

## Población, economía y ecología

### Flora
La flora del estero está formada por 73 especies, de las cuales 26 son nativas y las otras 47 son introducidas (que contribuye a la formación del 76% de la cobertura total), siendo las más importantes la Cotula coronopifolia, Apium nodiflorum, Polypogon australis, Scirpus americanus y Rorippa nasturtium-aquaticum.

## Humedal urbano
En agosto de 2025, el Ministerio del Medio Ambiente declaró oficialmente al estero Reñaca como humedal urbano, protegiendo con ello un total de 16,9 hectáreas tras incorporar además del curso de agua principal, otras subcuencas aportantes al estero.